# Новая Уда (Мордовия)
 Новая Уда  — село в Лямбирском районе Мордовии в составе  Атемарского сельского поселения.

## География
Находится на расстоянии примерно 15 километров на восток от города Саранск.

## История
Основано в начале 1930-х годов

## Население
Постоянное население составляло 21 человек (русские 86%) в 2002 году, 11 в 2010 году .